# Ахмерово (Новосергієвський район)
Ахме́рово (рос. Ахмерово) — село у складі Новосергієвського району Оренбурзької області, Росія.

## Населення
Населення — 162 особи (2010; 180 у 2002).
Національний склад (станом на 2002 рік):
- башкири — 90 %